# 移送費
移送費（いそうひ）とは、健康保険法等を根拠に、日本の公的医療保険において、被保険者が傷病のために移送された場合に支給される保険給付（現金給付）である。平成6年10月の改正法施行により、従来療養費の支給として行われてきた移送費について、新たに現金給付として位置付けることとしたものである。以下では健康保険に基づいて述べるが、他の公的医療保険（船員保険、国民健康保険、後期高齢者医療制度、共済組合等）でも内容はほぼ同一である。なお、労働者災害補償保険法における移送については、労働者災害補償保険#療養補償給付・療養給付を参照のこと。
- 健康保険法について、以下では条数のみ記す。

## 概要
被保険者が療養の給付（保険外併用療養費に係る療養を含む）を受けるため、病院又は診療所に移送されたときは、移送費として、厚生労働省令で定めるところにより算定した金額を支給する。この移送費は、厚生労働省令で定めるところにより、保険者が必要であると認める場合に限り、支給するものとする（第97条）。被扶養者が家族療養費に係る療養を受けるため、病院又は診療所に移送されたときは、家族移送費として同様の計算による額を支給する（第112条）。日雇特例被保険者及びその被扶養者についても、同様に給付が行われる（第134条、第142条）。
「保険者が必要であると認める場合」とは、以下のいずれにも該当する場合をいう（施行規則第81条）。
- 移送により法に基づく適切な療養を受けたこと
- 移送の原因となる疾病又は負傷により移動をすることが著しく困難であったこと
- 緊急その他やむを得なかったこと
  - 海外での治療は、「療養の給付を受ける」ことに該当しないため、患者が、海外へ渡航するために利用した航空機等の費用については、移送費は支給されない。海外で病院間等を移送された場合の費用については、海外療養費・移送費の支給対象にならない（平成29年12月22日事務連絡）。

移送費は、病院間の緊急搬送を想定した保険給付であり、救急車は移送費の対象とならない。また、単なる通院等、一時的、緊急的とは認められないときや、私費で医療を受けたときは、支給されない。なお移送費が支給される具体的な事例として、次のような場合が挙げられている（平成6年9月9日保険発第119号・庁保険発第9号）。
- 負傷した患者が災害現場等から医療機関に緊急に移送された場合
- 離島等で疾病にかかり、又は負傷し、その症状が重篤であり、かつ、傷病が発生した場所の付近の医療施設では必要な医療が不可能であるか又は著しく困難であるため、必要な医療の提供を受けられる最寄の医療機関に移送された場合
- 移動困難な患者であって、患者の症状からみて、当該医療機関の設備等では十分な診療ができず、医師の指示により緊急に転院した場合
  - 国内で臓器移植を受ける患者においても、例えば、「移動困難な患者であって、患者の症状から見て、当該医療機関の設備等では十分な診療ができず、医師の指示により緊急に転院した場合」には、移送費を支給することが必要となる（平成29年12月22日事務連絡）。

## 支給額
「厚生労働省令で定めるところにより算定した金額」とは、最も経済的な通常の経路及び方法により移送された場合の金額であるが、現に移送に要した費用の額を超えることはできない（施行規則第80条）。移送費には定率の一部負担はない（3割負担をする必要がなく、原則全額支給）。移送時においてその付添人によって行われる医学的管理等について、患者がその費用を実費負担した場合、移送費とは別に療養費が支給される（平成6年9月9日保険発119号・庁保険発9号）。
「最も経済的な通常の経路及び方法」とは、具体的には、次のように取り扱われている（平成6年9月9日保険発第119号・庁保険発第9号）。
1. 経路については、必要な医療を行える最寄りの医療機関まで、その傷病の状態に応じ最も経済的な経路で算定すること。
  - 国内における臓器等移植について、移送される患者については往路のみが支給対象である。一方、移送される際、医学的管理が必要であると医師が判断した患者に対する医師、看護師等の付添、臓器等採取のための医師の派遣及び臓器等の搬送については、医師、看護師等が関係施設間で行き来を行うことが必要となることから、往復の交通費が対象となる（平成29年12月22日事務連絡）。
2. 運賃については、その傷病の状態に応じ最も経済的な交通機関の運賃で算定すること。
3. 医師、看護師等の付添人については、医学的管理が必要であったと医師が判断する場合に限り、原則として1人までの交通費を算定すること。
  - 国内における臓器等移植について、一般的に、臓器の採取のための医師派遣は複数名のチームで行われるため、臓器の採取を行う医師の派遣に要した費用は2名までの交通費の算定を標準とすること。（ただし、臓器の摘出の際、医師の他、看護師や技師等がチームとして臓器の摘出のために医師と共に派遣される場合は、3名以上の移送費を支給することも可能である。この際、被保険者に対して、派遣される医師等が必要である理由が記載された医師の意見書等を求めて差し支えない。）。臓器採取を行う医師の派遣に要した費用同様、臓器の搬送に要した費用についても、2名までの交通費の算定を標準とすること。（ただし、3名以上で、臓器の搬送が行われることもあるので、その場合には、3名以上の交通費の算定を行うことも可能である。この際、被保険者に対し、臓器の搬送について理由が記載された医師の意見書等を求めて差し支えない。）（平成29年12月22日事務連絡）
4. 天災その他やむを得ない事情により、上記のような取扱が困難である場合には、現に要した費用を限度として例外的な取扱も認められること。

## 支給手続き
支給を受けようとするときは、次に掲げる事項を記載した申請書を保険者に提出しなければならない（施行規則第82条1項）。
1. 被保険者証の記号及び番号又は個人番号
2. 移送を受けた者の氏名及び生年月日
3. 傷病名及びその原因並びに発病又は負傷の年月日
4. 移送経路、移送方法及び移送年月日
5. 付添いがあったときは、その付添人の氏名及び住所
6. 移送に要した費用の額
7. 疾病又は負傷の原因が第三者の行為によるものであるときは、その事実並びに第三者の氏名及び住所又は居所（氏名又は住所若しくは居所が明らかでないときは、その旨）

この申請書には、次に掲げる事項を記載した医師又は歯科医師の意見書及び上記6.の事実を証する書類を添付しなければならない。意見書には、これを証する医師又は歯科医師において診断年月日を記載し、記名及び押印をしなければならない。これらの書類が外国語で作成されたものであるときは、その書類に日本語の翻訳文を添付しなければならない（施行規則第82条2~4項）。
1. 移送を必要と認めた理由（付添いがあったときは、併せてその付添いを必要と認めた理由）
2. 移送経路、移送方法及び移送年月日

## 時効
健康保険の他の給付と同じく、移送費の支給を受ける権利は、2年を経過したときは時効により消滅する（第193条）。時効の起算日は、「移送に要した費用を支払った日の翌日」である。